# Classes d'amplificadors de potència
En electrònica, les classes d'amplificadors de potència són símbols de lletres aplicats a diferents tipus d'amplificadors de potència. La classe ofereix una indicació àmplia de les característiques i el rendiment d'un amplificador. Les classes estan relacionades amb el període que el dispositiu amplificador actiu passa corrent, expressat com una fracció del període d'una forma d'ona de senyal aplicada a l'entrada. Un amplificador de classe A està conduint durant tot el període del senyal; La classe B només durant la meitat del període d'entrada, la classe C durant molt menys de la meitat del període d'entrada. Un amplificador de classe D opera el seu dispositiu de sortida de manera commutada; la fracció del temps que el dispositiu està conduint s'ajusta de manera que s'obté una sortida de modulació d'amplada de pols de l'escenari.
Es defineixen classes de lletres addicionals per a amplificadors de propòsit especial, amb elements actius addicionals o millores particulars de la font d'alimentació; de vegades un fabricant utilitza un símbol de lletra nova per promocionar el seu disseny propietari.

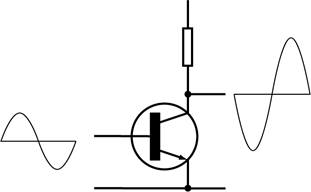
Amplificador de classe A.

Els circuits amplificadors de potència (etapes de sortida) es classifiquen en A, B, AB i C per a dissenys lineals, i classe D i E per a dissenys de commutació. Les classes es basen en la proporció de cada cicle d'entrada (angle de conducció) durant el qual un dispositiu amplificador passa corrent. La imatge de l'angle de conducció deriva de l'amplificació d'un senyal sinusoïdal. Si el dispositiu està sempre encès, l'angle de conducció és de 360°. Si només està encès la meitat de cada cicle, l'angle és de 180°. L'angle de flux està estretament relacionat amb l'eficiència energètica de l'amplificador.

Amplificador ideal de classe B (push-pull). A la pràctica, la distorsió es produeix prop del punt d'encreuament.

Amplificador de classe AB ideal.

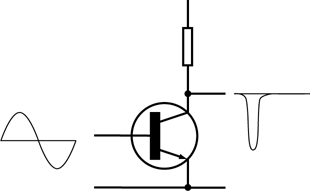
Amplificador de classe C.

En un amplificador de classe A, s'utilitza el 100% del senyal d'entrada (angle de conducció Θ = 360°). L'element actiu continua conduint tot el temps.
En un amplificador de classe B, el dispositiu actiu condueix durant 180 graus del cicle. Això provocaria una distorsió intolerable si només hi hagués un dispositiu, de manera que se solen utilitzar dos dispositius, especialment a les freqüències d'àudio. Cadascuna condueix la meitat (180°) del cicle del senyal i els corrents del dispositiu es combinen de manera que el corrent de càrrega sigui continu.
En un amplificador de classe AB, l'angle de conducció és intermedi entre les classes A i B; cadascun dels dos elements actius condueix més de la meitat del temps. La classe AB es considera àmpliament un bon compromís per als amplificadors, ja que gran part del temps el senyal de música és prou silenciós perquè el senyal es mantingui a la regió de "classe A", on s'amplifica amb bona fidelitat i, per definició, si passa fora de aquesta regió, és prou gran perquè els productes de distorsió típics de la classe B siguin relativament petits. La distorsió de creuament es pot reduir encara més utilitzant retroalimentació negativa.
En un amplificador de classe C, s'utilitza menys del 50% del senyal d'entrada (angle de conducció Θ < 180°). La distorsió és alta i l'ús pràctic requereix un circuit sintonitzat com a càrrega. L'eficiència pot arribar al 80% en aplicacions de radiofreqüència.
Els amplificadors de classe D utilitzen algun tipus de modulació d'amplada de pols per controlar els dispositius de sortida. L'angle de conducció de cada dispositiu ja no està relacionat directament amb el senyal d'entrada, sinó que varia en l'amplada del pols.

Diagrama de blocs d'un amplificador bàsic de classe D. Nota: per a més claredat, els períodes de senyal no es mostren a escala.

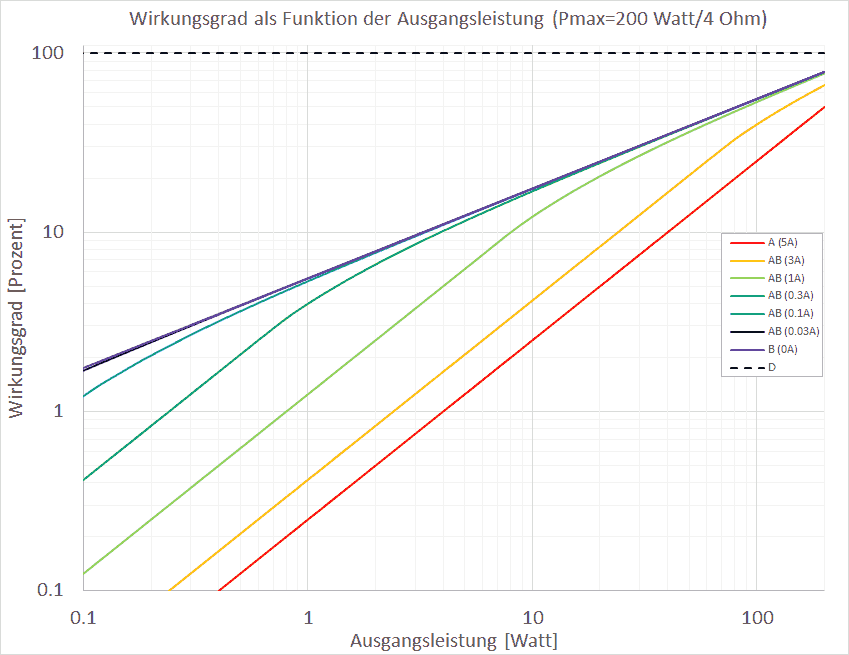
Eficiència d'un amplificador de 200 watts/4 ohms depenent de la potència de sortida i del principi de l'amplificador.